# خليل إرغون
خليل إرغون (بالتركية: Halil Ergün)‏؛ (مواليد 8 سبتمبر 1946)، ممثل تركي. بدايته كانت خلال المسرح المدرسي في مدينة إزنيق. له العديد من الأعمال والمسلسلات التلفزيونية ومن أهم أعماله مسلسل الأوراق المتساقطة والذي أدى من خلاله دور «علي رضا بيك».

## أعماله الفنية
لها العديد من الأعمال الفنية : (أعماله هنا)
- 2006 - 2010: (Yaprak dökümü) الأوراق المتساقطة.

وهو على رضا تكين

## روابط خارجية
- خليل إرغون على موقع IMDb (الإنجليزية)
- خليل إرغون على موقع ألو سيني (الفرنسية)
- خليل إرغون على موقع ميوزك برينز (الإنجليزية)
- خليل إرغون على موقع أول موفي (الإنجليزية)
- خليل إرغون على موقع قاعدة بيانات الأفلام السويدية (السويدية)
- خليل إرغون على موقع قاعدة بيانات الفيلم (الإنجليزية)
- خليل إرغون على موقع كينوبويسك (الروسية)